# Дюло, Элизабет
Эли́забет Дюло́ (англ. Elizabeth Dulau, род. в 1995 году, в Лондоне, Великобритания) — британская актриса. На телевидении она наиболее известна по роли ассистента галереи и шпионки Клейи Марки в сериале Disney+ «Андор» (2022—2025), а также доктора Луизы Пенникук в сериале ITV «Материнский» (2023).

## Детство и образование
Дюло родилась в Лондоне, Великобритания. Она получила степень бакалавра в области наук о защите окружающей среды в Ноттингемском университете. Затем она поступила в Королевскую академию драматического искусства, которую окончила в 2020 году со степенью бакалавра в области актерского мастерства (уровень H). Будучи студенткой Королевской академии драматического искусства, Дюло появлялась в различных постановках, включая «Как важно быть серьёзным», «Юлий Цезарь», «Король Лир», «Проект Ларами», «Орестея», «Раздразненная жена» и «Побивающая камнями Мэри».

## Карьера
Вскоре после окончания университета Дюло получила свою первую экранную роль, появившись в двух короткометражных фильмах «Трудный проход» и «Виноград». В обоих фильмах она снялась вместе с Саурой Лайтфут-Леон, которая окончила Королевскую академию драматического искусства в одном классе с Дюло.
Позднее в 2020 году Дюло получила роль Клеи Марки в телесериале «Андор» (2022—2025) по вселенной «Звёздных войн».
По словам шоураннера Тони Гилроя, талант Дюло был признан известным кастинг-директором «Звездных войн» Ниной Голд, и она была утверждена на роль Клейи Марки после того, как две более известные актрисы ранее отказались от этой роли. Марки — помощница шпиона Сопротивления Лютена Раэля, которого играет Стеллан Скарсгард, с которым Дюло проходила прослушивание. После появления в семи эпизодах первого сезона Дюло снова исполнила роль Марки во втором и последнем сезоне сериала в 2025 году, появившись в девяти эпизодах и взяв на себя расширенную роль. Её игра во втором сезоне получила положительные отзывы критиков.
Пока первый сезон сериала «Андор» снимался и находился в стадии пост-производства, Дюло дебютировала на телевидении в апреле 2022 года, появившись в качестве приглашённой актрисы в двух эпизодах сериала BBC One/HBO «Джентльмен Джек». Она также появилась в качестве приглашённой актрисы в премьере второго сезона черного комедийного сериала BBC One/Amazon Prime «The Outlaws», который вышел в эфир в июне 2022 года.
Дюло присоединилась к актерскому составу драмы ITV «Материнский», которая вышла в эфир в начале 2023 года. Она исполнила роль доктора Луизы Пенникук и появилась во всех шести эпизодах единственного сезона сериала. Позже в 2023 году она сыграла небольшую второстепенную роль бойца французского Сопротивления в историческом драматическом мини-сериале Netflix «Весь невидимый нам свет». Она также озвучила Пегую Олень в мюзикле «Злая: Сказка о ведьме Запада» в качестве своего дебюта в полнометражном кино и должна снова появиться на Netflix в другом историческом драматическом мини-сериале «Дом Гиннесса», выход которого запланирован на 2025 год.
В 2021 году Дюло дебютировала на профессиональной сцене в театре «Янг-Вик», где сыграла роль Иоланди в пьесе «Klippies». Три года спустя она сыграла роль Иды в австралийской пьесе «Кровоточащее дерево» в Сазекском театре.

## Фильмография
| Год  |     | Русское название             | Оригинальное название       | Роль                 |
| ---- | --- | ---------------------------- | --------------------------- | -------------------- |
| 2020 | кор |                              | Grapes                      | Нина                 |
| 2020 | кор |                              | Hard Pass                   |                      |
| 2022 | с   | Джентльмен Джек              | Gentleman Jack              | Кэтрин Роусон        |
| 2022 | с   | Нарушители                   | The Outlaws                 | Лесли                |
| 2022 | с   | Андор (сезон 1)              | Andor                       | Клея Марки           |
| 2023 | с   | Материнский                  | Maternal                    | Dr. Louise Pennycook |
| 2023 | мтф | Весь невидимый нам свет      | All the Light We Cannot See | Жаклин Бланшар       |
| 2024 | ф   | Злая: Сказка о ведьме Запада | Wicked: Part I              | Piebald Deer         |
| 2025 | с   | Андор (сезон 2)              | Andor                       | Клея Марки           |
| 2025 | ф   | Дом Гиннесса                 | House of Guinness           | леди Генриетта       |

## Театральные работы
- Кровоточащее дерево — Ида
- Klippies — Йоланди
- Как важно быть серьёзным — Леди Бракнелл
- Юлий Цезарь — Порция
- Король Лир — Герцог Корнуэлльский
- Проект Ларами